# N4 (Ghana)
De N4 of National Road 4 is een nationale weg in Ghana die de hoofdstad Accra met de stad Koforidua en de tweede stad Kumasi verbindt. De weg is ongeveer 250 kilometer lang en loopt door de regio's Greater Accra, Eastern en Ashanti.
De N4 begint in Accra bij het knooppunt Tetteh Quarshie met de N1. De N1 is hier uitgevoerd als autosnelweg. Naar het oosten heeft de weg de naam Accra - Tema Motorway en naar het westen George Walker Bush Motorway. Daarna loopt de weg verder naar het noorden via de stad Koforidua, waar de N3 wordt gekruist, naar Nsutem. Vanaf Nsutem loopt de weg samen met de N6 via Nkawkaw naar Kumasi. In Kumasi sluit de N4/N6 aan op de N8 naar Cape Coast en de N10 naar Techiman.